# إيفان كوزاك
إيفان كوزاك (بالسلوفاكية: Ivan Kozák)‏ هو لاعب كرة قدم سلوفاكي في مركز الدفاع، ولد في 18 يونيو 1970 في بوفاجسكا بيستريتسا في سلوفاكيا. شارك مع منتخب تشيكوسلوفاكيا تحت 21 سنة لكرة القدم ومنتخب سلوفاكيا لكرة القدم. أما مع النوادي، فقد لعب مع تنس بوروسيا برلين ولوكيرين أوست فلانديرين ونادي روجومبيروك ونادي كوشيتسه ويونيون برلين.

## وصلات خارجية
- إيفان كوزاك على موقع الاتحاد الدولي (مؤرشف)  (الإنجليزية)
- إيفان كوزاك على موقع قاعدة بيانات كرة القدم.إي يو (الإنجليزية)
- إيفان كوزاك على موقع بيانات كرة القدم. دي إي (الألمانية)
- إيفان كوزاك على موقع ناشيونال فوتبول تيمز (الإنجليزية)
- إيفان كوزاك على موقع عالم كرة القدم.نت (الإنجليزية)